# Pariziana
Opinia publică sau Parizianca (în engleză A Woman of Paris) este un film de lung metraj american dramatic de dragoste din 1923 scris, produs și regizat de Charlie Chaplin, un film atipic al acestuia. În rolurile principale joacă actorii Edna Purviance, Clarence Geldart, Carl Miller și Lydia Knott. Este cunoscut și ca A Woman of Paris: A Drama of Fate.

## Distribuție
- Edna Purviance – Marie St. Clair
- Clarence Geldart – Marie's Father
- Carl Miller – Jean Millet
- Lydia Knott – Jean's Mother
- Charles K. French – Jean's Father
- Adolphe Menjou – Pierre Revel
- Betty Morrissey – Fifi
- Malvina Polo – Paulette
- Henry Bergman (nemenționat) – Head Waiter
- Charles Chaplin (nemenționat) – Porter

## Legături externe
- Pariziana la Internet Movie Database
- A Woman of Paris în Catalogul Institutului American de Film
- Lantern slide, lobby card, and stills at silenthollywood.com

## Vezi și
- Listă de filme de comedie din anii 1920
- Listă de filme americane din 1923